# Daedra Charles
Daedra Janel Charles (Detroit, Michigan, 1968. november 22. – Detroit, Michigan, 2018. április 14.) olimpiai bronzérmes amerikai kosárlabdázó.

## Pályafutása
Tagja volt az 1992-es barcelonai olimpián és az 1994-es világbajnokságon bronzérmet szerzett csapatnak.
Visszavonulása után edzőként dolgozott. 2003 és 2006 között a Detroit Titans, 2006 és 2008 között az Auburn Tigers, 2008 és 2010 között a Tennessee Lady Volunteers segédedzője volt.

## Statisztika
| Év       | Csapat    | JM  | P    | MG%   | BD%   | LP/M | GP/M | L/M | B/M | P/M  |
| -------- | --------- | --- | ---- | ----- | ----- | ---- | ---- | --- | --- | ---- |
| 1989     | Tennessee | 37  | 363  | 53.9% | 56.7% | 6.7  | 0.7  | 1.5 | 0.6 | 9.8  |
| 1990     | Tennessee | 33  | 525  | 55.1% | 56.1% | 8.7  | 0.8  | 1.6 | 1.1 | 15.9 |
| 1991     | Tennessee | 35  | 607  | 56.1% | 58.5% | 9.2  | 1.2  | 2.1 | 1.1 | 17.3 |
| Összesen | Összesen  | 105 | 1495 | 55.2% | 57.2% | 8.2  | 0.9  | 1.8 | 0.9 | 14.2 |

## Sikerei, díjai
- Olimpiai játékok
  - bronzérmes: 1992, Barcelona
- Világbajnokság
  - bronzérmes: 1994, Ausztrália